# Yuna Onodera
Yuna Onodera (2 maart 1998) is een Japanse langebaanschaatsster. Ze leerde schaatsen door haar vader die als schaatstrainer actief was op het eiland Hokkaido

## Records

### Persoonlijke records
| Afstand    | Tijd    | Datum            | Baan    |
| ---------- | ------- | ---------------- | ------- |
| 500 meter  | 39,76   | 25 december 2018 | Obihiro |
| 1000 meter | 1.17,29 | 23 oktober 2022  | Nagano  |
| 1500 meter | 1.58,17 | 25 oktober 2020  | Nagano  |
| 3000 meter | 4.07,60 | 15 februari 2024 | Calgary |
| 5000 meter | 7.14,28 | 10 maart 2013    | Calgary |

(laatst bijgewerkt: 15 februari 2024)

## Resultaten
| Jaar | WK Afstanden                          |
| ---- | ------------------------------------- |
| 2023 | 19e 1500m 18e 3000m HF 11e massastart |
| 2024 | 12e 3000m                             |